# 愛就是這樣 (珍納·積遜歌曲)
《愛就是這樣》（英語：That's the Way Love Goes）是美國黑人女歌手珍娜·傑克森在1993年4月20日發行的單曲，這首單曲共獲得告示牌流行單曲榜、節奏藍調單曲榜以及舞曲榜三項分榜的冠軍，單曲在美銷售數字突破1白金，成為珍娜·傑克森第6首全美冠軍單曲。《愛就是這樣》亦獲得第36屆葛萊美獎「最佳節奏藍調歌曲」。

## 歌曲資料

### 單曲簡介
〈愛就是這樣〉是珍娜·傑克森第五張錄音室專輯《珍娜》（英語：janet.）所發行的首支單曲，這是首節奏藍調歌曲，並帶有放克、痴哈以及靈魂樂等元素，不過在節奏與旋律上沒有相當複雜或多變化的呈現。由於〈愛就是這樣〉出現在對的時代，加上珍娜·傑克森在新專輯型塑為性感撩人的歌姬，千萬歌迷的期待讓這首主打單曲甫一推出即馬上受到矚目。

### 音樂影片
珍娜·傑克森在〈愛就是這樣〉的音樂影片中，和舞群們圍聚在客廳中聽歌嘻鬧，在這支影片中她身著無袖削肩背心，露出特別鍛鍊的雙臂與小蠻腰，透露出期待自己能成功轉型的訊息。而眼尖的歌迷或許也能在〈愛就是這樣〉音樂影片中見到一個似曾相識的面孔，就是當年尚未走紅的珍妮佛·羅培茲也在裏頭軋上其中一角。

### 商業成績
〈愛就是這樣〉在1993年5月1日進入美國單曲榜，首週成績空降第14名，刷新珍娜·傑克森所有單曲進榜當週最高成績。〈愛就是這樣〉在5月8日率先登上節奏藍調單曲榜冠軍寶座並榜蟬連4週時間，然後在5月15日隨即登上流行單曲榜冠軍位置，同時蟬連了8週，成為珍娜·傑克森蟬連榜首最久的全美冠軍單曲。〈愛就是這樣〉在6月26日登上舞曲榜1週冠軍，這使珍娜·傑克森成為告示牌史上唯一同時在熱門單曲榜、節奏藍調榜、舞曲榜、饒舌榜、搖滾榜、抒情榜都拿過冠軍的藝人，她尚未攻頂成功的也只有鄉村歌曲榜而已。
〈愛就是這樣〉在英國單曲榜最高成績為第2名，和〈The Best Things in Life Are Free〉一樣，這兩首歌曲也成為珍娜·傑克森在英國單曲榜上成績最好的紀錄（截至2015年為止，珍娜·傑克森還沒產生英國冠軍單曲）。

### 獎項評價紀錄
〈愛就是這樣〉令珍娜·傑克森獲第36屆葛萊美獎「最佳節奏藍調女歌手」和「最佳節奏藍調歌曲」兩項提名，最終摘下「最佳節奏藍調歌曲」大獎。這是珍娜·傑克森第二次獲得葛萊美獎。